# Pseudopallene gilchristi
Pseudopallene gilchristi är en havsspindelart som beskrevs av Flynn, T.T. 1928. Pseudopallene gilchristi ingår i släktet Pseudopallene och familjen Callipallenidae. Inga underarter finns listade i Catalogue of Life.